# Čarovniki s trga Waverly
Čarovniki s trga Waverly (izvirno Wizards of Waverly Place) je z emmyjem nagrajena televizijska serija iz Disney Channela, ki se je prvič predvajana 12. oktobra 2007. Na 61. podelitvi emmyjev leta 2009 je prejela emmyja za najboljšo otroško televizijsko serijo. Serijo je napisal Todd J. Greenwald, v njej pa igrajo Selena Gomez, David Henrie in Jake T. Austin, kot brat in sestra z magičnimi sposobnostmi. Sicer so med glavno igralsko zasedbo všteti tudi Jennifer Stone, Maria Canals Barrera and David DeLuise.
Serija je z začetkom 3. sezone, 9. oktobra 2009 z epizodo »Franken Girl,« prešla na visoko ločljivost (HD), s čimer je postala ena izmed treh Disney Channelovih serij, ki so se iz standrdne ločljivosti raje odločile za uporabo visoke ločljivosti. Serijo snemajo v studiju pred občinstvom v živo. Snemanje za tretjo sezono se je končalo 23. marca 2010. Filmska upodobitev televizijske serije, Čarovniki s trga Waverly: Film, se je prvič predvajala na Disney Channelu 28. avgusta 2009. V juniju 2010 je Disney Channel razkril, da imajo ustvarjalci serije v načrtu tudi snemanje četrte epizode in da se trenutno ukvarjajo z drugim delom njene filmske upodobitve.
Serija je bila premierno predvajana na Kanalu A 1. avgusta 2010.

## Predpostavki
Serija, snemana na Waverly Placeu v soseski Manhattanove (New York) Greenwich Village, se osredotoči na italijansko-mehiško družino Russo, ki vključuje tudi Alex (Selena Gomez), njenega mlajšega brata Maxa (Jake T. Austin) in njunega starejšega brata Justina (David Henrie). Brata in sestra so čarovniki, čarovništva pa jih uči njihov italio-ameriški oče Jerry (David DeLuise), bivšim čarovnikom. Poleg očeta živijo tudi z mamo Thereso mehiškega porekla (Maria Canals Barrera). Alexina najboljša prijateljica Harper (Jennifer Stone) izve za čarovniške sposobnosti družine Russo v drugi sezoni, natančneje v epizodi »Harper Knows«. Otroci pa morajo skrivnost obdržati zase in še naprej živeti v normalnem svetu. Ko odrastejo, se bodo v tekmovanju pomerili, ki bo odločil, kdo bo svoje čarobne sposobnosti obdržal in tako postal družinski čarovnik njihove generacije ter moči posredoval svojim potomcem. Zaradi tega se njihov oče Jerry trudi, da se trije otroci ne bi zanašali na čarovniški svet, saj bosta dva izmed njih ko odrasteta izgubila svoje moči. Čarovniški svet je včasih zelo ekscentričen in nerealen.

## Produkcija
Serijo je ustvaril in produciral Todd J. Greenwald, ki je s tem projektom začel po tem, ko je produciral in sodeloval z ustvarjalci prve sezone televizijske serije Hannah Montana. Serijo sta producirali tudi organizaciji It's a Laugh Productions in Disney Channel Original Productions. Uvodna pesem za serijo, ki sta jo napisala John Adair in Steve Hampton, je v techno-pop stilu, izvedla pa jo je Selena Gomez. Pesem nosi naslov »Everything Is Not What It Seems«. Serijo so snemali tudi v studiju Hollywood Center Studios v Hollywoodu, Kalifornija. 
Prva sezona je s strani Disney Channela prejela mešane kritike.

## Glavna prizorišča
- Waverly Sub Station je prodajalna sendvičev družine Russo. Vsi trije otroci pomagajo pri delu v prodajalni, tam pa lahko ostanejo tudi, ko delajo nalogo ali se družijo s prijatelji.
- The Wizard Lair je prostor, kjer se Russovi otroci učijo čaranja z njihovim očetom Jerryjem. Dokler ne uporabijo svojih čarobnih sposobnosti, ima prostor podobo zmrzovalnika.
- Waverly Place je zunaj Waverly Sub Stationa. V glavnem ima podobo ozke ulice, na Waverly Placeu pa snemajo samo ob redkih priložnostih, kot je First Kiss, kjer je ulica pokazana po prizoru s stekleno kroglo. Določene trgovine zunaj trga so poimenovane po ustvarjalcih filma, kot na primer »Greenwald's Hardware« (Todd J. Greenwald) in »Murrieta Art Supply« (Peter Murrieta).
- Tribeca Prep je šola, kjer se Justin, Alex, Max in njihovi nečarovniški prijatelji šolajo.
- WizTech je čarovniška šola, ki se prikaže v epizodah »Wizard School« in »Saving WizTech«, kamor so se morali Justin, Alex in Max začasno vpisali. Šola ima veliko značilnosti Bradavičarke v Harryju Potterju, zlasti opazna je ta, da morajo vsi učenci nositi črno obleko in očala, ki so enaka tistim na Bradavičarki. Vseh svojih čarobnih sposobnosti se naučijo tam.
- Kuhinja je prostor, kjer družina Russo naredi svoje sendviče in pijače za lokal. Je blizu Sub Stationa in Wizard Laira.

## Igralska zasedba

### Glavna igralska zasedba
- Selena Gomez kot Alexandra »Alex« Margarita Russo - srednji otrok in edina deklica v družini. Zaradi napačne uporabe magičnih sposobnosti pogosto zaide v težave in zaradi tega prva osumljenka, če gre v družini kaj narobe, še posebej, če je povezano s čarovnijami. Je zelo slaba v šoli in na učnih urah čaranja, kljub temu, da se zdi, da je to bolj zaradi lenobe kot zaradi nesposobnosti.
- David Henrie kot Justin Vincento Pepe Russo - najstarejši otrok v družini Russo. Vedno se osredotoči na svoje učne ure čaranja in je napreden čarovnik. V tretji sezoni, ko konča svoje ure čaranja, postane lovec na pošasti, kar je del njegovega neodvisnega študija. Verjame, da lahko postane zmagovalec tekmovanja, v katerem se bodo pomerili, ko bodo odrasli. Kakorkoli že, Alex ga v filmu Čarovniki s trga Waverly: Film vseeno premaga.
- Jake T. Austin kot Maxmillion »Max« Justin Russo - najmlajši otrok v družini Russo. Prosti čas si krajša z zelo čudnimi stvarmi. Kot Alex tudi on magijo pogosto uporablja za napačne namene. Ni preveč pameten, kljub temu pa je v epizodi Wizard for a Day omenjeno, da ima matematiko zaključeno z oceno -3, na kar se Alex odzove z: -3? Kako si lahko pri matematiki boljši od mene?. David Henrie (Justin Russo) Ima čarobnega mentorja imenovanega Mentor. V filmu Čarovniki s trga Waverly: Film se z Alex in Justinom ne pomeri v tekmovanju, saj takrat še ni obstajal.(Alex si zaželi, da se njeni starši nikoli ne bi srečali, med tem pa v rokah drži knjigo z uroki, zaradi česar se njena želja tudi uresniči. Trije otroci se torej nikoli niso rodili, zato morajo v določenem času vsi trije izginiti.)
- David DeLuise kot Jaredd Vincent »Jerry« Russo  - oče in učitelj Alex, Justina in Maxa. Bil je zmagovalec tekmovanja, vendar je svoje čarobne moči daroval za to, da bi se lahko poročil s Thereso, ki je navaden človek. V veliko epizodah se vidi, da si želi, da bi bil še vedno čarovnik.
- Maria Canals Barrera kot Theresa Russo (Theresa Margarita Devez) - mama Alex, Justina in Maxa, ki nima čarobnih moči. Čaranja ne mara preveč, vendar ima zelo rada svojo družino.
- Jennifer Stone kot Harper Finkle - Alexina najboljša prijateljica. Za čaranje je izvedela v epizodi Harper Knows. Alexino uporabljanje magije jo zelo straši. Ko je pod pritiskom ali ko Alex naredi kaj slabega in ona za to (iz)ve, vedno uporabi izgovor, kot je Se vidimo pri športu!. Je zelo zaljubljena v Justina, vendar ga preboli, ko Justin začne hoditi z Juliet. V epizodi Wizards and Vampires vs. Zombies se zaljubi v Zekea, Justinovega najboljšega prijatelja. Nosi zelo čudne obleke, ki jih oblikuje in izdela sama, obleke, ki jih nosi, pa so po navadi povezane s hrano. V tretji sezoni se preseli k družini Russo.

### Stranska igralska zasedba
- Amanda Tepe kot ženska s čudnim tonom
- Daniel Samonas kot Dean Moriarty
- Josh Sussman kot Hugh Normous
- Ian Abercrombie kot profesor Crumbs
- Bill Chott kot g. Herschel Laritate
- Dan Benson kot Zachary »Zeke« Rosenblatt Beakerman[9]
- Bridgit Mendler kot Juliet Van Heusen
- JD Cullum in Anne Ramsay kot Alucard in Cindy Van Heusen
- Fred Willard kot Mr. Stuffleby
- Kelsey Sanders in Heather Trzyna kot The Wannabes
- Brian Kubach kot Riley
- Jeff Garlin kot Kelbo Russo
- Andy Pessoa kot Alfred

- Moises Arias kot Conscience
- Daryl Sabara kot T.J. Taylor
- Lucy Hale kot Miranda Hampson
- Gregg Sulkin kot Mason Greyback
- Skyler Samuels kot Gertrude »Gigi« Hollingsworth
- Paulie Litt kot Frankie/Joey
- Chad Duell kot Ronald Longcape mlajši
- Maurice Godin kot Ronald Longcape starejši
- Andy Kindler kot Chancellor Rudy Tootietooie
- Octavia Spencer kot Dr. Evilini
- J. Evan Bonifant kot Jerko Phoenix
- Hayley Kiyoko kot Stevie Nichols
- Perry Mattfeld kot Frankengirl/Frankie Stein
- Veronica Sixtos kot »Pozitivna« Nellie Rodriguez
- Gilland Jones kot Jennifer »Jenny« Majorheely

## Epizode
| Sezona | Sezona | Število epizod | Prvič predvajana   | Nazadnje predvajana |
| ------ | ------ | -------------- | ------------------ | ------------------- |
|        | 1      | 21             | 12. oktober 2007   | 31. avgust 2008     |
|        | 2      | 30             | 12. september 2008 | 21. avgust 2009     |
|        | 3      | 35             | 9. oktober 2009    | TBA                 |

## Filmi

### Čarovniki s trga Waverly
Disneyjev televizijski film, ki je temeljil na televizijski seriji, je izšel 28. avgusta 2009 na Disney Channelu. Film Čarovniki s trga Waverly so snemali v Puertu Ricu, Los Angelesu in New Yorkju od 16. februarja do 27. marca 2009. Premiero filma si je ogledalo 13.5 gledalcev, kar je pomenilo drugi film z največ gledalci na premiero na Disney Channelu za filmom Srednješolski muzikal 2. Predvajan je bil tudi na kanalu No. 1. Je tudi eden izmed največkrat ogledanih filmov leta 2009. Leta 2010 je film prejel nagrado Emmy v kategoriji za »izstopajoč otroški program.«

### Nadaljevanje filma
Nadaljevanje filma je zaenkrat poznano pod imenom Čarovniki s trga Waverly: Film 2. Disney je začetek produkcije oznanil 2. junija 2010. Poznano je, da se je že začela pre-produkcija filma. Potrjeno je bilo tudi, da bo v njem igrala Selena Gomez. Zaenkrat je znano tudi to, da bo scenarij za film napisal Dan Berendsen. Igralec Gregg Sulkin bo v filmu upodobil Masona Greybacka.

## Trženje

### Glasba iz serije
Izdali so tudi sountrack z glasbo iz uspešne Disney Channelove televizijske serije, ki je nosil enako ime, kot serija sama. Album je kot CD in digitalno izšel 4. avgusta 2009 in sicer pod založbo Walt Disney Records. Soundtrack vključuje tudi pesmi iz filmske upodobitve televizijske serije, Čarovniki s trga Waverly: Film.
Ob izidu soundtracka je Stephen Thomas Erlewine s spletne strani Allmusic zapisal, da je glasba iz serije Čarovniki s trga Waverly »najstniška klasika, ob kateri lahko uživajo tudi starši.« Napisal je tudi, da je album »prijeten« in da Selena Gomez »neizogibno izstopa iz klana.« Kakorkoli že, Stephen Thomas Erlewine je na koncu povzel: »Grozna verzija Americine pesmi 'You Can Do Magic' v izvedbi Drewa Seeleyja je potopila svoje hiper-klavstrofobične ritme, največja preureditev tona pa je tukaj zlahka najslabši del albuma.«

### Videoigra
Videoigra Čarovniki s trga Waverly, ki je temeljila na istoimenski seriji, je izšla avgusta 2009.

### DVDji
| Ime                                              | Vključene epizode                                                                          | Izid 1           | Izid 2 |
| ------------------------------------------------ | ------------------------------------------------------------------------------------------ | ---------------- | ------ |
| Wizards of Waverly Place: Wizard School          | Wizard School Part 1, Wizard School Part 2, Curb Your Dragon, Disenchanted Evening         | 29. julij 2008   | TBA    |
| Wizards of Waverly Place: Supernaturally Stylin' | Credit Check, Smarty Pants, Beware Wolf, Graphic Novel                                     | 10. februar 2009 | TBA    |
| Wizards of Waverly Place: Magically Charming     | Alex Charms a Boy, Franken Girl, Halloween, Wizards Vs Werewolves, Dude Looks Like Shakira | 18. maj 2010     |        |

Celotna prva sezona televizijske serije je v Nemčiji izšla 10. septembra 2009 in v Španiji 1. oktobra 2009 3. marca 2010 v Franciji, 12. marca 2010 pa na Poljskem. V Združenem kraljestvu in Braziliji je prvi del prve sezone izšel 5. oktobra 2009.
Prva sezona je izšla 3. marca 2010 v Avstraliji. Drugi del je izšel 2. junija 2010, celotna sezona pa je izšla 6. maja 2010 v Nemčiji.

## Nagrade in nominacije
| Leto | Nagrada                         | Kategorija                                                        | Prejemnik            | Osvojeno? |
| ---- | ------------------------------- | ----------------------------------------------------------------- | -------------------- | --- |
| 2008 | Alma Award                      | »Najboljši moški nastop v komični televizijski seriji«            | Jake T. Austin       | Ne |
| 2008 | Alma Award                      | »Najboljši ženski nastop v komični televizijski seriji«           | Selena Gomez         | Ne |
| 2008 | Imagen Award                    | »Najboljša televizijska igralka«                                  | Selena Gomez         | Ne |
| 2009 | Image Award                     | »Izstopajoči nastop v najstniški/otroški seriji«                  | Selena Gomez         | Ne |
| 2009 | Nickelodeon Kids' Choice Awards | »Najljubša TV igralka«                                            | Selena Gomez         | Da |
| 2009 | Young Artist Award              | »Najboljši nastop v televizijski seriji - glavna mlada igralka«   | Selena Gomez         | Ne |
| 2009 | Emmy                            | »Izstopajoča otroška serija«                                      | Igralska zasedba     | style="background: #99FF99; color: black; vertical-align: middle; text-align: left; " class="yes table-yes2"\|Da |
| 2009 | Alma Award                      | »Najboljša komična televizijska igralka«                          | Selena Gomez         | style="background: #99FF99; color: black; vertical-align: middle; text-align: left; " class="yes table-yes2"\|Da |
| 2009 | Alma Award                      | »Najboljša komična televizijska igralka«                          | Maria Canals Barrera | Ne |
| 2009 | Imagen Award                    | »Najboljša televizijska igralka«                                  | Selena Gomez         | Ne |
| 2010 | Image Award                     | »Izstopajoči nastop v najstniški/otroški seriji«                  | Selena Gomez         | Ne |
| 2010 | Nickelodeon Kids' Choice Awards | »Najljubša TV igralka«                                            | Selena Gomez         | Da |
| 2010 | Nickelodeon Kids' Choice Awards | »Najljubša TV serija«                                             | Igralska zasedba     | Ne |
| 2010 | Teen Choice Awards              | »Izbira TV igralke: Komedija«                                     | Selena Gomez         | Ne |
| 2010 | Teen Choice Awards              | »Izbira TV serije: Komedija«                                      | Igralska zasedba     | Ne |
| 2010 | Teen Choice Awards              | »Izbira TV zvezde: Poletje«                                       | David Henrie         | Ne |
| 2010 | Emmy                            | »Izstopajoči otroški program« (za Čarovniki s trga Waverly: Film) | Igralska zasedba     | Ne |
| 2010 | Emmy                            | »Izstopajoči otroški program«                                     | Igralska zasedba     | Ne |

## Izid
Gledanost
Serija je izšla na Disney Channelu 12. oktobra 2007 po predvajanju serije Najstniški čarovnici 2 z 5.9 milijoni gledalcev. Februarja leta 2009 je epizoda "Helping Hand" podrla rekord za epizodo, predvajano ob 19:00 uri z največ gledalci na Disney Channelu, saj si je epizodo ogledalo 4.5 milijonov gledalcev. V juniju 2009 je epizoda »Paint By Committee« postala s 6 milijoni gledalcev najbolje gledana epizoda televizijske serije, rekord pa je na to podrla epizoda "Wizards vs. Werewolves". Epizoda je izšla po premieri dobro gledanega filma Princess Protection Program. 22. januarja 2010 je epizoda »Wizards vs. Werewolves« postala najbolje gledana epizoda s 6.2 milijoni gledalcev. V letu 2009 je serija postala najpriljubljenejša serija med otroci in najstniki med devetim in štirinajstim letom (1.63 milijon/6.7 ocene) in druga najpriljubljenejša serija med otroci med šestim in enajstim letom (1.81 milijon/7.4 ocene), kjer pa jo je za las prehitela serija Paglavca na krovu (1.82 milijon/7.4 ocene)

### Mednarodna izdaja
| Država/Regija           | Kanal(i)                               | Začetek predvajanja                      | Naslov serije v državi           |
| ----------------------- | -------------------------------------- | ---------------------------------------- | -------------------------------- |
| Turčija                 | Digiturk                               | 24. oktober 2007                         | Waverly Büyücüleri               |
| Turčija                 | Disney Channel Turkey                  | 12. oktober 2007                         | Waverly Büyücüleri               |
| Združene države Amerike | Disney Channel                         | 12. oktober 2007                         | Wizards of Waverly Place         |
| Pakistan                | Disney Channel                         | 12. oktober 2007                         | Wizards of Waverly Place         |
| Avstralija              | Disney Channel Australia               | 19. oktober 2007                         | Wizards of Waverly Place         |
| Avstralija              | Seven Network                          | 4. oktober 2008                          | Wizards of Waverly Place         |
| Nova Zelandija          | Disney Channel New Zealand             | 19. oktober 2007                         | Wizards of Waverly Place         |
| Združeno kraljestvo     | Disney Channel UK                      | 3. november 2007                         | Wizards of Waverly Place         |
| Združeno kraljestvo     | Five                                   | 4. oktober 2009                          | Wizards of Waverly Place         |
| Irska                   | Disney Channel Ireland                 | 3. november 2007                         | Wizards of Waverly Place         |
| Kanada                  | Family                                 | 26. oktober 2007                         | Wizards of Waverly Place         |
| Indija                  | Disney Channel India                   | 5. maj 2008                              | Wizards of Waverly Place         |
| Šri Lanka               | Disney Channel India                   | 5. maj 2008                              | Wizards of Waverly Place         |
| Bangladesh              | Disney Channel India                   | 5. maj 2008                              | Wizards of Waverly Place         |
| Malezija                | Disney Channel Malaysia                | 9. marec 2008                            | Wizards of Waverly Place         |
| Arabija                 | Disney Channel Middle East             | 29. februar 2008                         | Wizards of Waverly Place         |
| Nizozemska              | Disney Channel (Netherlands & Belgium) | 3. oktober 2009                          | Wizards of Waverly Place         |
| Belgija                 | Disney Channel (Netherlands & Belgium) | 1. november 2009                         | Wizards of Waverly Place         |
| Hong Kong               | Disney Channel Asia                    | 9. marec 2008                            | Wizards of Waverly Place         |
| Indonezija              | Disney Channel Asia                    | 9. marec 2008                            | Wizards of Waverly Place         |
| Filipini                | Disney Channel Asia                    | 9. marec 2008                            | Wizards of Waverly Place         |
| Singapur                | Disney Channel Asia                    | 9. marec 2008                            | Wizards of Waverly Place         |
| Tajska                  | Disney Channel Asia                    | 9. marec 2008                            | Wizards of Waverly Place         |
| Južna Koreja            | Disney Channel Asia                    | 9. marec 2008                            | 우리가족마법사                   |
| Vietnam                 | Disney Channel Asia                    | 9. marec 2008                            | Những phù thủy xứ Waverly        |
| Kanada                  | VRAK.TV                                | 24. avgust 2009                          | Les Sorciers de Waverly Place    |
| Francija                | Disney Channel France                  | 22. januar 2008                          | Les Sorciers de Waverly Place    |
| Francija                | NRJ12                                  | 31. avgust 2009                          | Les Sorciers de Waverly Place    |
| Izrael                  | Disney Channel Israel                  | Junij 2008                               | המכשפים מווברלי פלייס            |
| Bolgarija               | BNT 1                                  | 28 marec 2009                            | Магьосниците от Уейвърли Плейс   |
| Bolgarija               | Disney Channel Bulgaria                | 19. september 2009                       | Магьосниците от Уейвърли Плейс   |
| Grčija                  | Disney Channel Greece                  | 7. november 2009                         | Οι Μάγοι του Γουέβερλυ           |
| Grčija                  | ERT                                    | 5. januar 2010                           | Οι Μάγοι του Γουέβερλυ           |
| Italija                 | Disney Channel Italy                   | 26. januar 2008                          | I Maghi Di Waverly               |
| Italija                 | Italia 1                               | 12. januar 2010                          | I Maghi Di Waverly               |
| Poljska                 | Disney Channel Poland                  | 29. februar 2008                         | Czarodzieje z Waverly Place      |
| Finska                  | Disney Channel Scandinavia             | 29. februar 2008                         | Waverly Placen velhot            |
| Danska                  | Disney Channel Scandinavia             | 29. februar 2008                         | Magi på Waverly Place            |
| Švedska                 | Disney Channel Scandinavia             | 29. februar 2008                         | Magi på Waverly Place            |
| Norveška                | Disney Channel Scandinavia             | 29. februar 2008                         | Magikerne på Waverly Place       |
| Nemčija                 | Disney Channel Germany                 | 8. marec 2008                            | Die Zauberer vom Waverly Place   |
| Nemčija                 | Super RTL                              | 1. september 2008                        | Die Zauberer vom Waverly Place   |
| Švica                   | SF Zwei                                | 11. april 2009                           | Die Zauberer vom Waverly Place   |
| Avstrija                | ORF 1                                  | June 20, 2009                            | Die Zauberer vom Waverly Place   |
| Španija                 | Disney Channel Spain                   | 18. januar 2008                          | Los Magos de Waverly Place       |
| Španija                 | Antena 3                               | 18. januar 2008                          | Los Magos de Waverly Place       |
| Portugalska             | Disney Channel Portugal                | 18. januar 2008                          | Os Feiticeiros de Waverly Place  |
| Portugalska             | SIC                                    | 18. januar 2008                          | Os Feiticeiros de Waverly Place  |
| Brazilija               | Rede Globo                             | 29. junij 2009                           | Os Feiticeiros de Waverly Place  |
| Brazilija               | Disney Channel Latin America           | 23. marec 2008 11. april 2008 (premiera) | Os Feiticeiros de Waverly Place  |
| Dominikanska republika  | Disney Channel Latin America           | 23. marec 2008 14. april 2008 (premiera) | Los Hechiceros de Waverly Place  |
| Argentina               | Disney Channel Latin America           | 23. marec 2008 14. april 2008 (premiera) | Los Hechiceros de Waverly Place  |
| Bolivija                | Disney Channel Latin America           | 23. marec 2008 14. april 2008 (premiera) | Los Hechiceros de Waverly Place  |
| Čile                    | Disney Channel Latin America           | 23. marec 2008 14. april 2008 (premiera) | Los Hechiceros de Waverly Place  |
| Kolumbija               | Disney Channel Latin America           | 23. marec 2008 14. april 2008 (premiera) | Los Hechiceros de Waverly Place  |
| Ekvador                 | Disney Channel Latin America           | 23. marec 2008 14. april 2008 (premiera) | Los Hechiceros de Waverly Place  |
| Haiti                   | Disney Channel Latin America           | 23. marec 2008 14. april 2008 (premiera) | Los Hechiceros de Waverly Place  |
| Mehika                  | Disney Channel Latin America           | 23. marec 2008 14. april 2008 (premiera) | Los Hechiceros de Waverly Place  |
| Peru                    | Disney Channel Latin America           | 23. marec 2008 14. april 2008 (premiera) | Los Hechiceros de Waverly Place  |
| Paragvaj                | Disney Channel Latin America           | 23. marec 2008 14. april 2008 (premiera) | Los Hechiceros de Waverly Place  |
| Uragvaj                 | Disney Channel Latin America           | 23. marec 2008 14. april 2008 (premiera) | Los Hechiceros de Waverly Place  |
| Venezuela               | Disney Channel Latin America           | 23. marec 2008 14. april 2008 (premiera) | Los Hechiceros de Waverly Place  |
| Panama                  | Disney Channel Latin America           | 23. marec 2008 14. april 2008 (premiera) | Los Hechiceros de Waverly Place  |
| Tajska                  | Disney Channel Taiwan                  | 28. marec 2008                           | 《少年魔法師》                   |
| Japonska                | Disney Channel Japan                   | 18. april 2008                           | ウェイバリー通りのウィザードたち |
| Albanija                | Digitalb                               | Julij 2009                               | Magjistaret e sheshit Uejverli   |
| Romunija                | Disney Channel Romania                 | 19. september 2009                       | Magicienii Din Waverly Place     |
| Češka                   | Disney Channel East Europe             | November 2008                            | Kouzelníci z Waverly             |
| Slovaška                | Disney Channel East Europe             | November 2008                            | Kouzelníci z Waverly             |
| Madžarska               | Disney Channel East Europe             | November 2008                            | Varázslók a Waverly helyből      |
| Rusija                  | СТС                                    | 2. november 2009                         | Волшебники из Вэйверли Плэйс     |
| Rusija                  | Disney Channel (Rusija)                | 3. april 2010                            | Волшебники из Вэйверли Плэйс     |
| Slovenija               | Kanal A                                | 1. avgust 2010                           |                                  |